# 8900 AAVSO
8900 AAVSO eller 1995 UD2 är en asteroid i huvudbältet som upptäcktes 24 oktober 1995 av den amerikanske astronomen Dennis di Cicco i Sudbury. Den är uppkallad efter föreningen American Association of Variable Star Observers (AAVSO).
Asteroiden har en diameter på ungefär 6 kilometer.